# Бургињон ле Море
Бургињон ле Море (фр. Bourguignon-lès-Morey) насеље је и општина у источној Француској у региону Франш-Конте, у департману Горња Саона која припада префектури Везул.
По подацима из 2011. године у општини је живело 55 становника, а густина насељености је износила 5,59 становника/km². Општина се простире на површини од 9,84 km². Налази се на средњој надморској висини од 340 метара (максималној 447 m, а минималној 249 m).

## Демографија
| 1962. | 1968. | 1975. | 1982. | 1990. | 1999. | 2011. |
| ----- | ----- | ----- | ----- | ----- | ----- | ----- |
| 152   | 151   | 146   | 120   | 71    | 54    | 55    |

График промене броја становника у току последњих година